# František Gel
František Gel, vlastním jménem František Feigel, (18. září 1901 Město Albrechtice u Krnova – 17. října 1972 Praha) byl český novinář, rozhlasový zpravodaj, spisovatel literatury faktu a překladatel z angličtiny, němčiny a latiny.

## Životopis
V roce 1919 Gel vystudoval gymnázium v Prostějově. Pak absolvoval jednoroční abiturientský kurs obchodní akademie. V Brně začal, ale nedokončil, studium práv. V roce 1924 začal pracovat jako brněnský dopisovatel pražského časopisu Soudní síň a díky Rudolfu Těsnohlídkovi byl přijat do redakce Lidových novin na zástup. Gel se ihned chopil příležitosti a v průběhu svého zastupování napsal pro Lidové noviny přes sto soudniček, které zaujaly i bratry Čapkovy. Ti vyjednali mladému novináři post řádného redaktora. V letech 1924–1933 vedl v Lidových novinách rubriku "Ze soudní síně". V roce 1933 odešel do nakladatelství Melantrich. V únoru 1934 málem přišel o život ve Vídni, kde působil jako reportér, při krvavých bojích mezi Heimwehrem a sociálními demokraty. Po okupaci zbytku Československa v roce 1939 musel za své protinacistické články uprchnout do zahraničí. Podařilo se mu to nakonec až na třetí pokus. Do exilu odešel přes Maďarsko, kde byl za nelegální překročení hranic uvězněn, a Jugoslávii. Po příchodu do Francie byl prezentován 26. ledna 1940 v čs. zahraniční armádě ve Francii jako vojín jezdectva v záloze. Po pádu Francie uprchl do Velké Británie. Zde byl pro zdravotní nezpůsobilost 2. října 1940 propuštěn do civilu. Gel se nehodlal s touto situací smířit a snažil se uplatnit jako vojenský redaktor. Sám tuto funkci formuloval a podařilo se mu prosadit na MNO její zavedení v čs. zahraniční armádě. Do této funkce byl jmenován výnosem MNO/NT č 16/42 ze dne 1. července 1942.

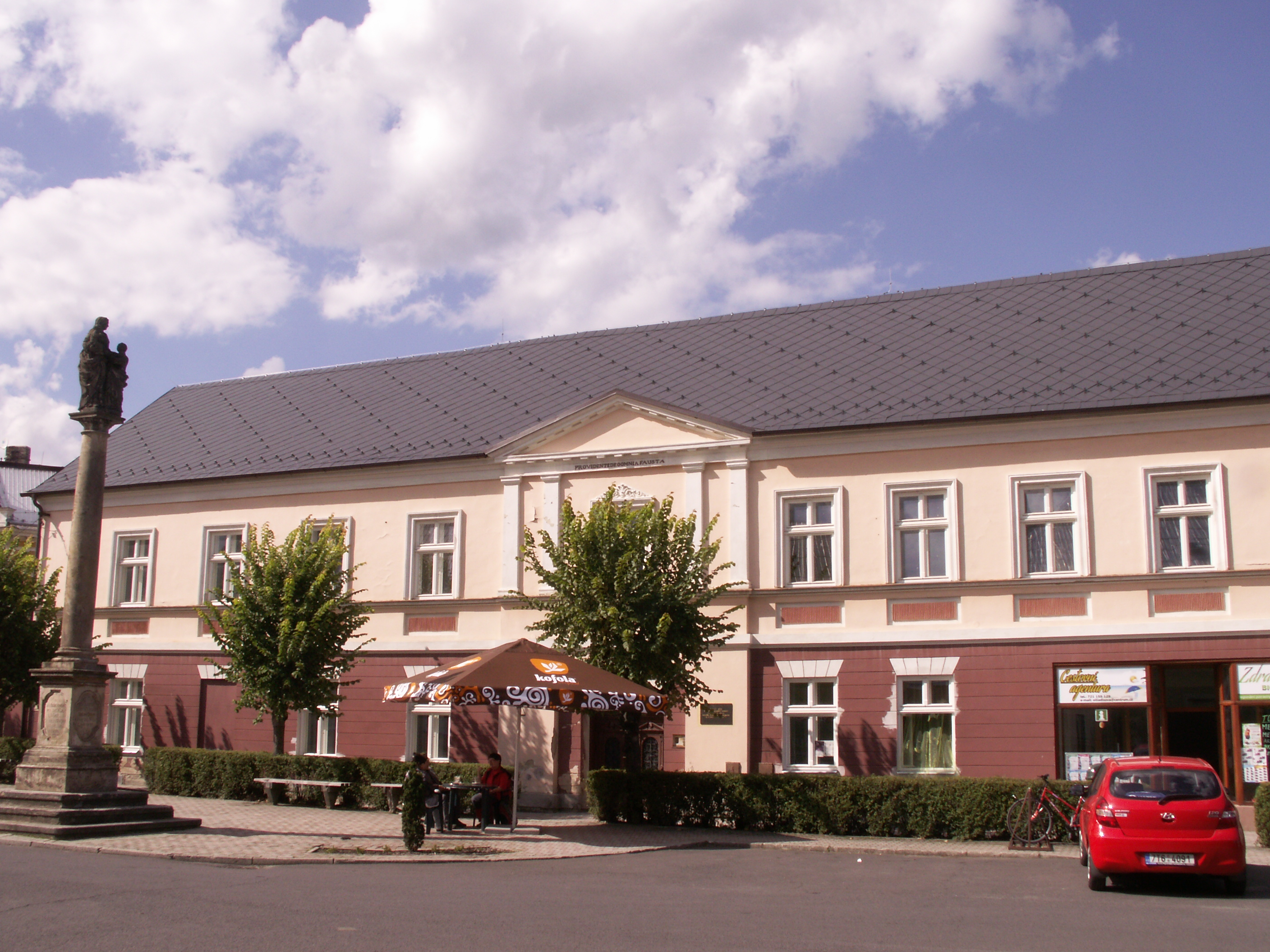
Rodný dům - Město Albrechtice

Po porážce Německa v letech 1945–1949 zprostředkoval zhruba 800 rozhlasových relací v rámci zpravodajství z Norimberského procesu. Po válce pracoval v Československém rozhlase v Praze. Nakrátko se uplatnil v diplomatických službách ve Francii, ale po roce 1949 opět v rozhlase. Na Univerzitě Karlově na Institutu osvěty přednášel obor žurnalistika. Mezi jeho žáky se rádi hlásí například Rudolf Křesťan nebo hudební publicista Jiří Černý. Gel připravoval rozhlasové pořady pro mládež o významných osobnostech, psal literaturu faktu i soudničky a překládal.
V rodném Městě Albrechticích ho na dnešním náměstí ČSA připomíná pamětní deska na jeho rodném domě (vedle barokního morového sloupu se sochou svaté Anny).

## Dílo
- O lidských povoláních (1931)
- Internacionála a Marseillaisa (1952)
- Jak jsem létal a padal (1957, o letci Evženu Čihákovi)
- Přemožitel neviditelných dravců (1959, život Louise Pasteura)
- Syn čarodějnice (Johannes Kepler)
- Pane doktore (dějiny lékařství)
- Budeš v novinách (s Rudolfem Křesťanem)

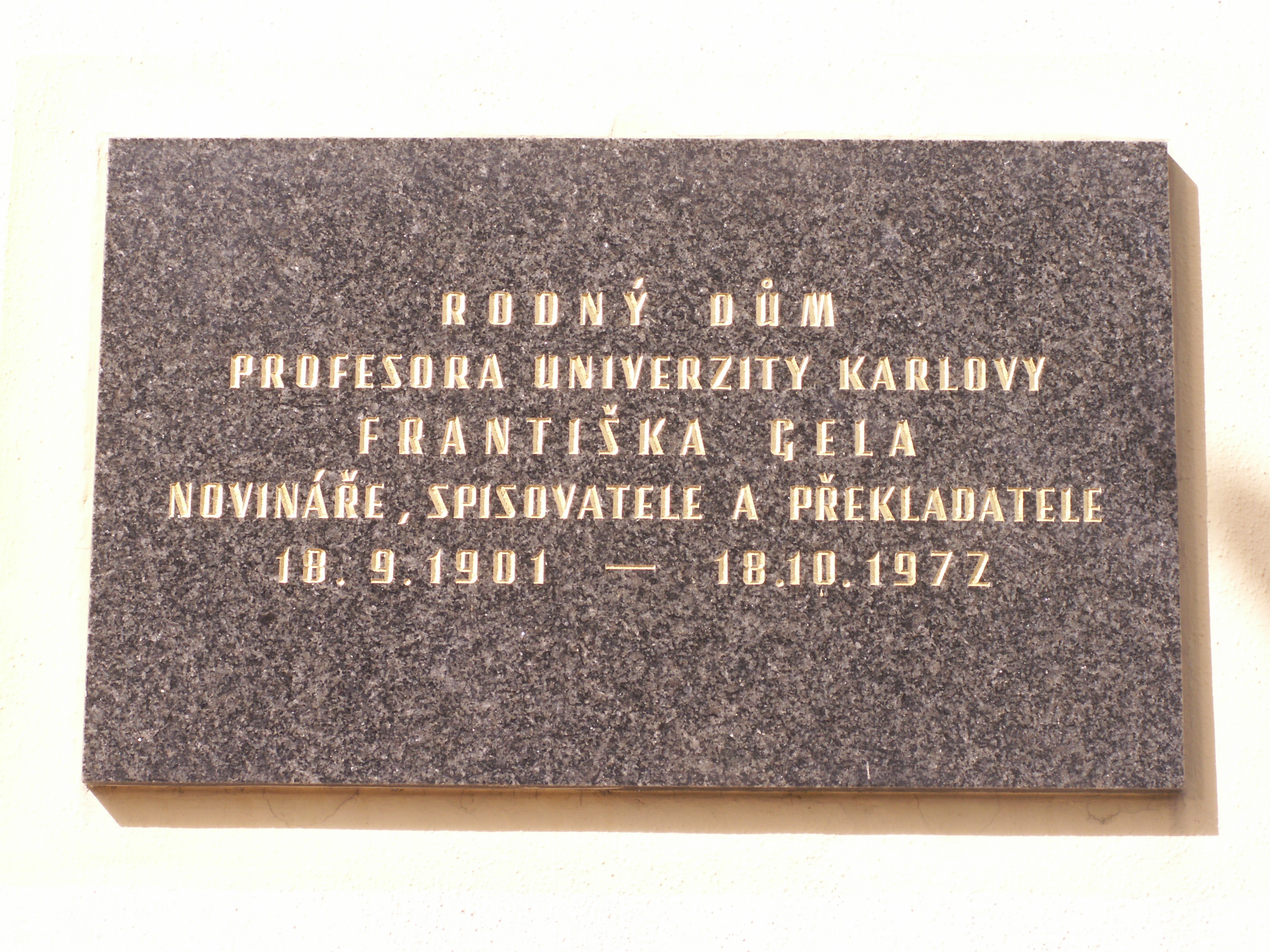
Pamětní deska na rodném domu - Město Albrechtice

## Překlady
- Viktor Bibl: Orlík, syn Napoleonův (1933, s A. Schiffovou)
- Bartolomé de las Casas: O Zemí Indijských pustošení a vylidňování zpráva nejstručnější (1954)
- Arthur Conan Doyle: Pes baskervillský (1958), Ztracený svět (1971)
- Erle Stanley Gardner: Případ Arleny Ferrisové (1962)
- Richard Gordon: Doktor v domě (1969), Doktor na moři (1971)
- Peter Cheyney: Ovšemže řekla ano (1969)
- Anna Marie Joklová: Opravdové zázraky Basilia Knoxe (1957)
- Bernhard Kellermann: Vladaři snů (1927)
- Ring Lardner: Extase Owena Muira (1957)
- Odorico z Pordenone (Bratr Oldřich, Čech z Furlánska): Popis východních krajů světa (1962, s R. Kocourkem)
- Karlludwig Opitz: Můj generál (1957), Muzikanti třetí říše (1963)
- Erich Maria Remarque: Cesta zpátky (1931), Na západní frontě klid (1964)
- Michael Zottman Thomas: Za obzorem čeká svět (1969, o cestě Alexandra von Humboldta po Orinoku)
- Mark Twain: Dobrodružství Toma Sawyera (1955), Dobrodružství Huckleberryho Finna (1955), Princ a chuďas (1957), Yankee z Connectitutu na dvoře krále Artuše (1957), Tom Sawyer detektivem (1959), Pozlacený věk (1962, s M. Maškovou), Tom Sawyer na cestách
- Edgar Wallace: Když gangsteři ovládli Londýn (1971)
- Thornton Wilder: Březnové Idy (1982)